# Norra Stationsgatan
Norra Stationsgatan (en français : rue de la gare du nord) est une rue du quartier de Vasastan à Stockholm en Suède.

## Situation
La rue s'étend entre Norrtull au nord-est et Tomtebodavägen au sud-ouest, sur environ 1,3 kilomètres.

## Histoire
La rue est mentionnée pour la première fois en 1884, déjà l'année suivante, en 1885, la rue reçut son nouveau nom Solnavägen, probablement parce qu'elle bordait alors la municipalité du comté de Solna. La commune de rurale de Solna, devenue en 1943 la ville de Solna, a déposé une pétition en 1940 pour que le nom puisse être changé car il était prévu de construire sa propre route du même nom au sein de la municipalité, Solnavägen, et que deux utilisations du même nom pourraient prêter à confusion.
La ville de Stockholm a alors choisi de changer son nom en Norra Stationsgatan, du nom de la gare du nord de Stockholm (sv), située le long de la rue depuis 1924. 
Le bâtiment de la gare en brique rouge avec sa tour a été démoli en 2014.

## Galerie

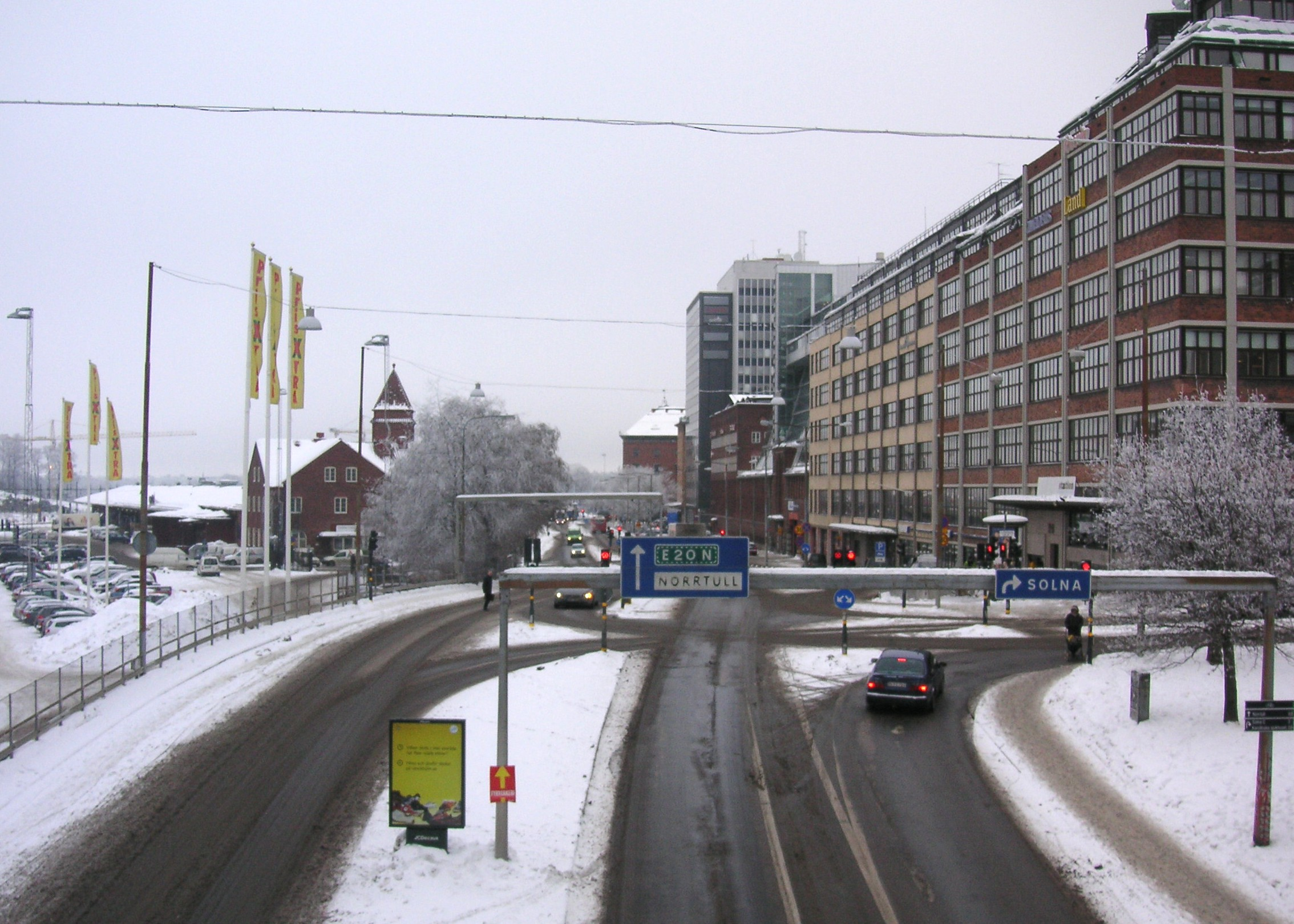
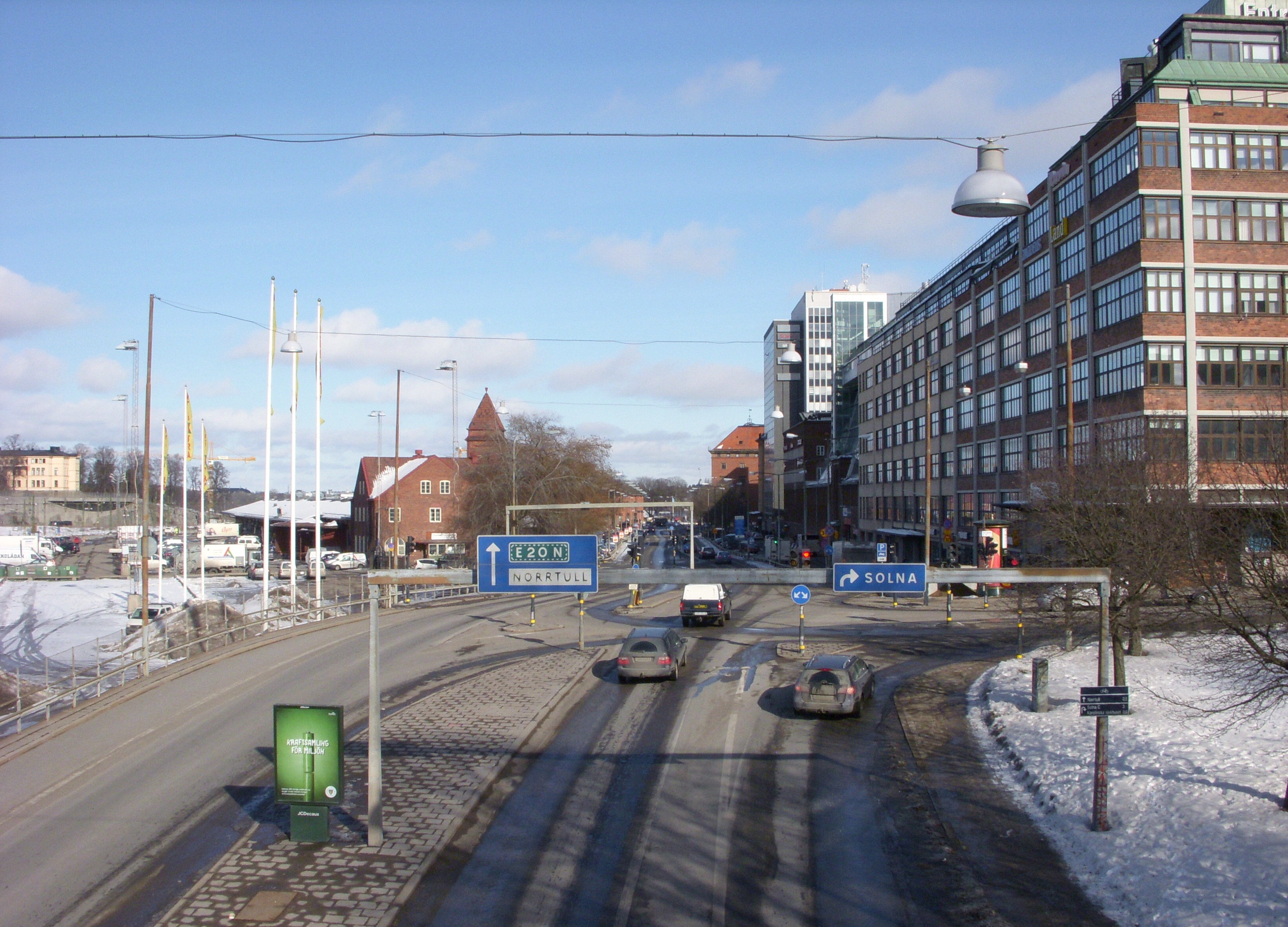
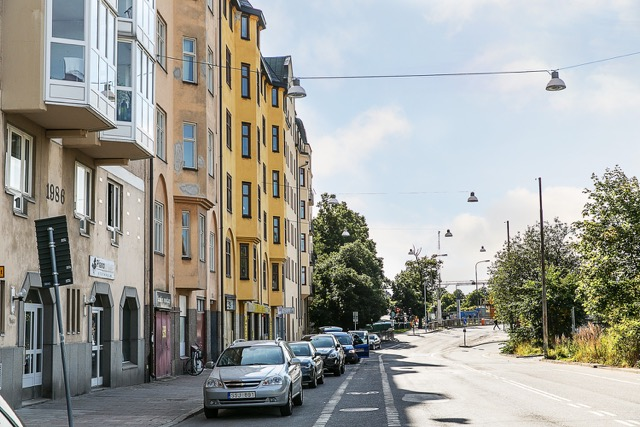
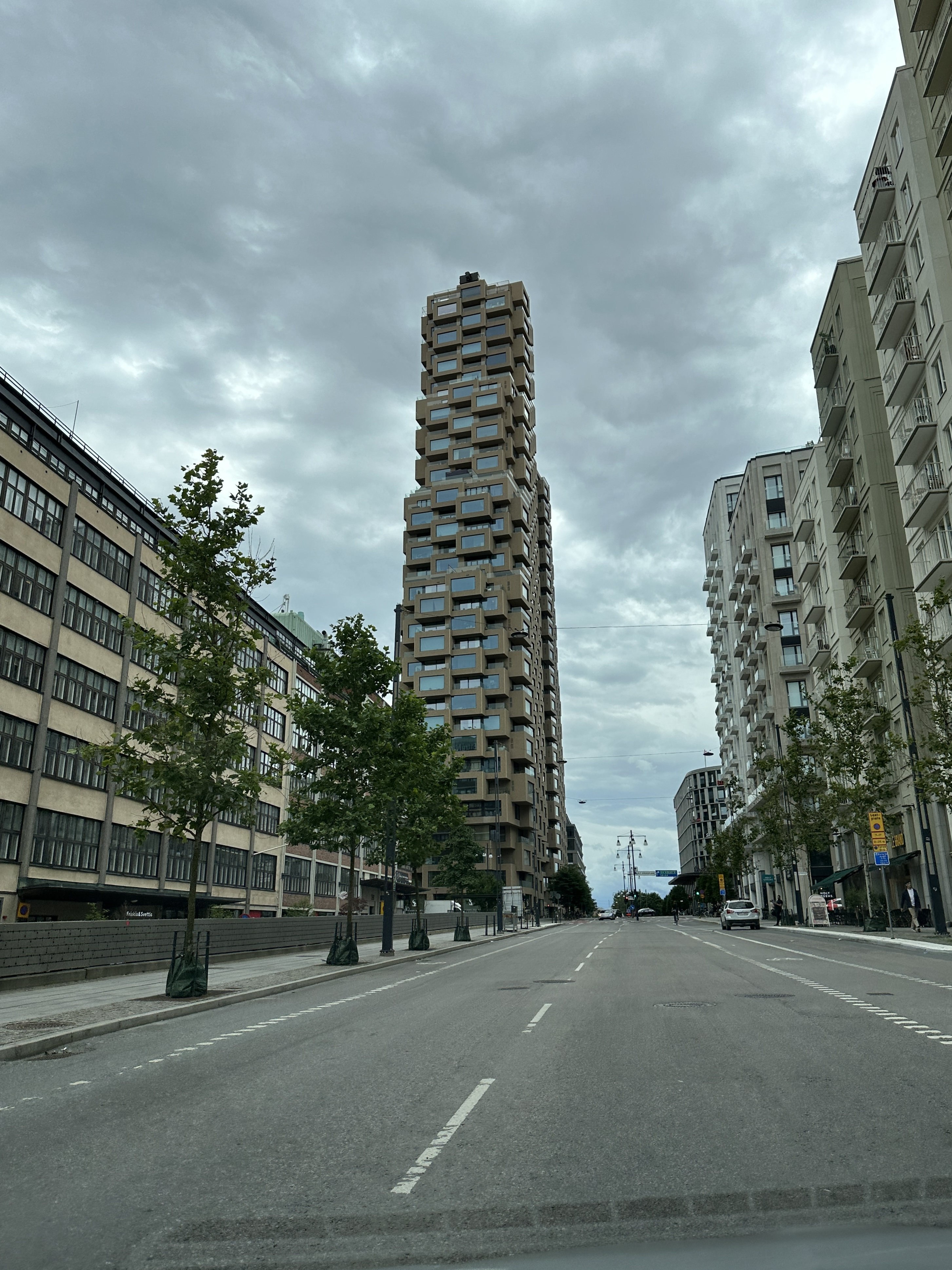

## Bâtiments de la rue
| N°    | Nom                               | Image | Réf. |
| ----- | --------------------------------- | ----- | ---- |
| 40    | Norrtulls tullhus                 |       |      |
| 121   | Grönstedtska palatset             |       |      |
| 61    | Automobilpalatset                 |       |      |
| 69    | Apotekarnes mineralvattenfabrik   |       |      |
| 75    | Bröderna Hedlunds industribyggnad |       |      |
| 76    | Haga Nova                         |       |      |
| 65    | Siemenshuset                      |       |      |
| 80-86 | Norra tornen                      |       |      |